# 17. Zusatzartikel zur Verfassung der Vereinigten Staaten

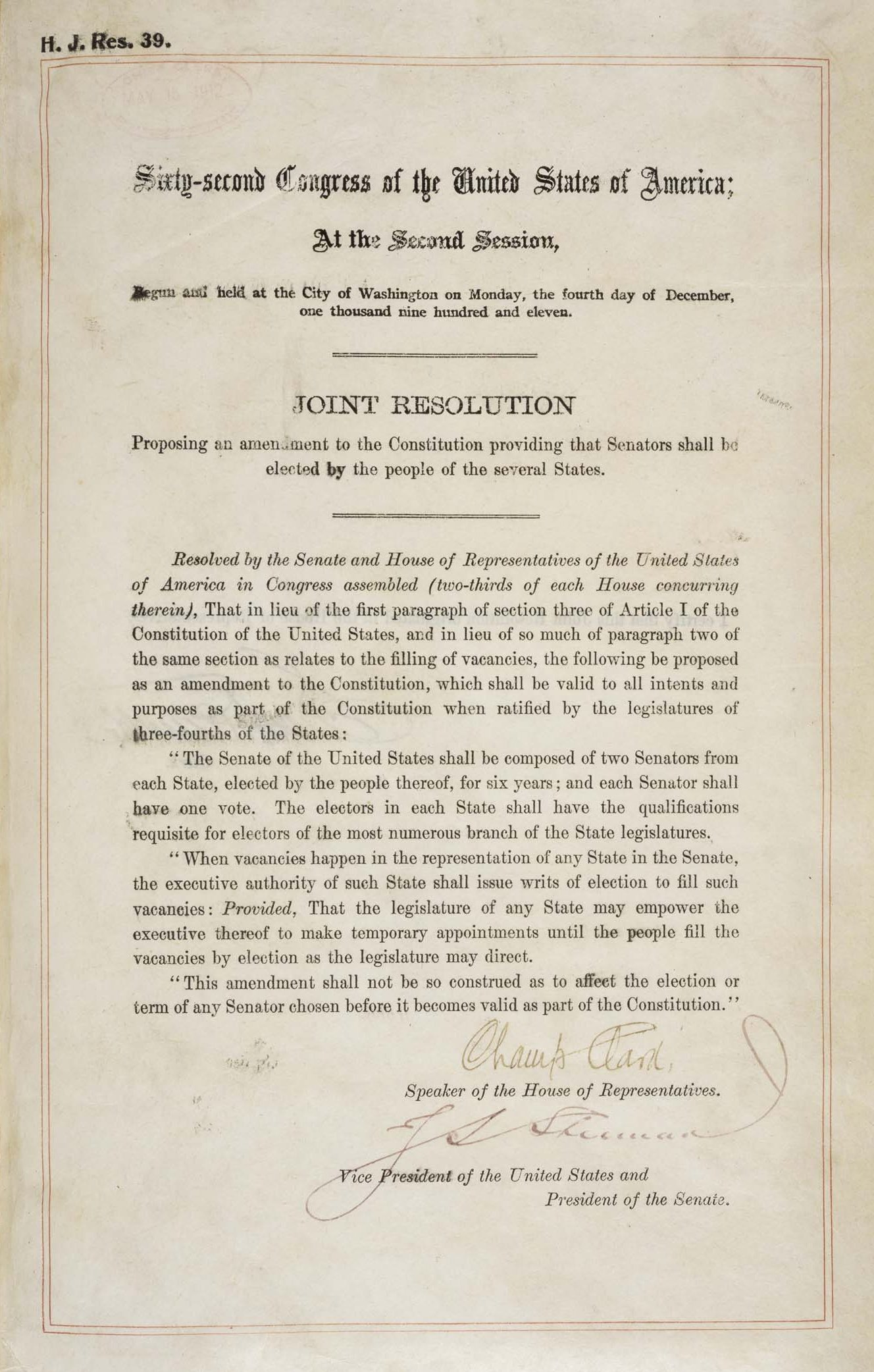
17. Zusatzartikel zur Verfassung der Vereinigten Staaten

Der 17. Zusatzartikel zur Verfassung der Vereinigten Staaten von Amerika bestimmt, dass die Senatoren vom Volk ihrer jeweiligen Staaten gewählt werden. Er wurde am 13. Mai 1912 vom US-Kongress vorgeschlagen, am 8. April 1913 ratifiziert und zum ersten Mal bei der Wahl im Jahr 1914 angewendet. Bis dahin wurden Senatoren nach Artikel 1, Abschnitt 3 der Verfassung von der Legislative ihres Staates gewählt.

## Wortlaut
Original:
When vacancies happen in the representation of any State in the Senate, the executive authority of such State shall issue writs of election to fill such vacancies: Provided, That the legislature of any State may empower the executive thereof to make temporary appointments until the people fill the vacancies by election as the legislature may direct.
Deutsche Übersetzung:
Wenn in der Vertretung eines Staates Senatssitze frei werden, dann schreibt dessen Regierung Ersatzwahlen aus, um die erledigten Mandate neu zu besetzen. Doch kann die gesetzgebende Körperschaft jedes Einzelstaates dessen Regierung ermächtigen, vorläufige Ernennungen vorzunehmen, bis das Volk die freigewordenen Sitze durch Wahlen gemäß den Anweisungen der gesetzgebenden Körperschaften neu besetzt.

## Historischer Hintergrund
Artikel I Abschnitt 3 der Verfassung sah die Wahl der Senatoren durch die Legislativen der Einzelstaaten vor. Dadurch konnten diese an der Bundespolitik mitwirken und gleichzeitig die Chancen auf Ratifikation der Verfassung erhöhen. Außerdem soll so verhindert werden, dass die Bundesregierung zu viel Einfluss auf die Einzelstaaten bekommt. Die Verfassungsväter erwarteten auch, den Senat als Gegengewicht zum direkt gewählten Repräsentantenhaus durch diese Regelung von der unmittelbaren Beeinflussung des Volkes unabhängig zu machen.
Diese Regelung schien bis Mitte der 1850er Jahre zu funktionieren. Zu diesem Zeitpunkt machten wachsende politische Streitigkeiten (die schließlich zum Bürgerkrieg 1861 bis 1865 führten) in manchen Staaten die Wahl von Senatoren unmöglich. In Indiana verhinderte zum Beispiel der Konflikt zwischen der Demokratischen Partei und der entstehenden Republikanischen Partei die Wahl eines Senators. Dadurch blieb dieses Amt vier Jahre lang vakant. In der Folge gab es in vielen Staatslegislativen Konflikte über die Wahl von Senatoren, die zunehmend die letztendlich zum Bürgerkrieg führenden Streitigkeiten über die Sklavenfrage und über den Umfang der Rechte der Einzelstaaten widerspiegelten.
Nach dem Bürgerkrieg wurden Schwierigkeiten bei der Wahl von Senatoren alltäglich. Beispielsweise wurde Mitte der 1860er die Wahl von John P. Stockton zum Senator von New Jersey mit der Begründung angefochten, dass er nur eine relative und keine absolute Mehrheit in der Staatslegislative erhalten hatte. Stockton verteidigte sich mit dem Hinweis, dass die Einzelstaaten ihre Senatoren auf verschiedene Weisen wählten. Dazu legte er eine Übersicht über die Unterschiede zwischen den Wahlsystemen vor. Der Kongress reagierte 1866 mit einem Gesetz, das Zeitpunkte und Methoden der Senatorenwahl in den Einzelstaaten regelte. Damit wurde das von den Verfassungsvätern geschaffene System der Senatorenwahl erstmals abgeändert. Das Gesetz konnte die Probleme vermindern, aber nicht beseitigen. Auch weiterhin blieben Senatorenposten zum Teil über längere Zeit vakant, weil sich die Staatslegislativen nicht einigen konnten.
Die Wahlen der Senatoren waren teilweise von Einschüchterung und Bestechung geprägt. Zwischen 1866 und 1906 wurden dem Senat neun Bestechungsfälle vorgelegt. Außerdem gab es zwischen 1891 und 1905 45 Fälle, in denen Staatslegislativen Schwierigkeiten hatten, sich zu einigen, was zu zahlreichen Verzögerungen bei der Auswahl von Senatoren führte. Delaware brauchte 1899 vier Jahre, um einen Senator zu wählen.
Der Ruf nach einer Reform wurde 1826 laut, als erstmals eine Direktwahl der Senatoren vorgeschlagen wurde. In den 1870ern reichten Wähler beim Repräsentantenhaus eine Petition mit der Forderung nach einer Volkswahl der Senatoren ein. Zwischen 1893 und 1902 beschleunigten sich die Ereignisse. In dieser Zeit wurden im Kongress jedes Jahr Verfassungsänderungen zur Volkswahl der Senatoren vorgeschlagen. Der Senat lehnte allerdings energisch jede Veränderung ab. Mitte der 1890er nahm die Populist Party die Direktwahl der Senatoren in ihr Programm auf, was allerdings von Demokraten und Republikanern nicht weiter beachtet wurde. Die Direktwahl war auch Teil der von Robert La Follette und George W. Norris vertretenen Wisconsin Idea. Anfang des 20. Jahrhunderts führten einige Einzelstaaten selbst Änderungen ein. Ab 1907 „wählte“ die Legislative von Oregon durch Volkswahl designierte Kandidaten. Kurz danach folgten Nebraska und später andere Staaten. Für die Reformgegner im Senat wurde es immer schwieriger, sich der Änderung zu widersetzen.
Nach der Jahrhundertwende nahm der Reformdruck zu. William Randolph Hearst baute sein Presseimperium mit der Zeitschrift Cosmopolitan aus. In dieser Zeitschrift schrieb David Graham Phillips seine skandalisierende Artikelserie „The Treason of the Senate“ („Der Hochverrat des Senats“) in der er die Senatoren als von Industriellen und Bankiers gesteuerte Marionetten darstellte. Dadurch wuchs in der öffentlichen Meinung das Verlangen nach einer Senatsreform.
Zunehmend wurden Senatoren nach dem Vorbild Oregons aufgrund von Volksbefragungen gewählt. 1912 gab es schon 29 Staaten, in denen die Senatoren entweder ganz durch Volkswahl gewählt oder die Kandidaten der Parteien durch Vorwahlen (sogenannte Primaries) bestimmt wurden. Die direkt gewählten Senatoren strebten auch bundesweit eine Direktwahl an, die jedoch eine Verfassungsänderung erforderte. 1911 schlug der direkt gewählte Senator William Borah aus Idaho eine Entschließung vor, die den Entwurf der Verfassungsänderung enthielt. Acht Senatoren aus den Südstaaten und alle republikanischen Senatoren aus den Neuenglandstaaten, New York und Pennsylvania lehnten den Antrag ab. Die Verabschiedung wurde hauptsächlich von den direkt gewählten Senatoren durchgesetzt. Die meisten von ihnen befanden sich in ihrer ersten Amtszeit und waren daher vielleicht eher gewillt, eine Direktwahl zu unterstützen.
Auch im Repräsentantenhaus wurde heftig über den Vorschlag gestritten. 1912 stimmte das Repräsentantenhaus dem Zusatzartikel zu. Jetzt bedurfte er noch der Ratifikation durch eine Dreiviertelmehrheit der Einzelstaaten. Die Kampagne für die Ratifikation wurde besonders von Senator Borah und dem Politikwissenschaftler George H. Haynes unterstützt. Dieser trug auch mit seiner Forschung über den Senat zur Verabschiedung des Zusatzartikels bei.
Mit der Ratifikation von Connecticut erreichte der Zusatz 1913 die nötige Dreiviertelmehrheit der Staaten und wurde Teil der Verfassung. Noch 1913 fanden zwei Nachwahlen statt, im folgenden Jahr wurden erstmals alle zur Wahl stehenden Senatoren vom Volk gewählt.

## Inhalt des Zusatzes
Der Zusatz wiederholt inhaltlich die in Artikel I Abschnitt 3 der Verfassung enthaltene Formulierung über die Zusammensetzung des Senats, ersetzt dabei aber die Worte „chosen by the Legislature thereof“ („von der dortigen Legislative ausgesucht“) durch „elected by the people thereof“ („vom dortigen Volk gewählt“). Außerdem erlaubt er den Gouverneuren im Falle einer Vakanz, bis zur nächsten Wahl vorläufig einen Senator zu ernennen.
Der Zusatz gehört zu den sogenannten „Progressive Amendments“. Dabei handelt es sich um die Verfassungszusätze 16 bis 19 Diese liegen zeitlich nah beieinander und wurden von einer ebenfalls als „progressive“ (hier: fortschrittlich) bezeichneten politischen Bewegung getragen.

## Kritik
Nachdem er 2004 angekündigt hatte, in den Ruhestand zu gehen, beantragte Senator Zell Miller einen Verfassungszusatz, der den 17. Zusatzartikel rückgängig machen würde. Er begründete dies damit, dass der 17. Zusatzartikel den Interessengruppen in Washington zu große Einflussmöglichkeiten verschaffe. Der 17. Zusatzartikel wurde auch von Alan Keyes angegriffen, der zuvor erfolglos als Präsident und als Senator kandidiert hatte. Mit den Autoren Harry Browne und Lew Rockwell haben sich auch zwei bekannte libertäre Persönlichkeiten für die Aufhebung des 17. Zusatzartikels ausgesprochen. Sie meinen, er habe die Machtbalance zwischen den Einzelstaaten und der Union gestört. In Utah gibt es eine Gruppe „Friends for America“, die für die Unterstützung einer Aufhebung wirbt.
Bis 1913 war die Idealvorstellung, dass im Kongress die Staatslegislativen durch die Senatoren und die lokalen Bevölkerungen durch die Repräsentanten vertreten seien. Unabhängig davon, wie sich das in der Praxis gestaltet hat, ist die Idealvorstellung des 17. Zusatzartikels eine andere. Jetzt wird das Volk in den Einzelstaaten durch mehrere lokale Repräsentanten und zusätzlich staatsweit durch zwei Senatoren vertreten. Eine Vertretung der Institutionen der Einzelstaaten auf Bundesebene ist damit nicht mehr vorgesehen.

## Staaten, die bereits vor Verabschiedung des Verfassungszusatzes Volkswahlen abhielten
In einigen Staaten wurden bereits vor der Verabschiedung des Verfassungszusatzes Volkswahlen abgehalten, die von den Parlamenten anschließend bestätigt wurden. In Kalifornien, Kansas, Minnesota, Nebraska, Nevada, Ohio und Oregon wurden die Senatoren direkt gewählt, in Colorado, Florida, Idaho, Illinois, Iowa, Louisiana, Maine, Maryland, Michigan, Mississippi, Missouri, New Jersey, North Dakota, Oklahoma, Texas, South Dakota, Washington und Wisconsin waren Vorwahlen gesetzlich geregelt, und in Alabama, Arkansas, Georgia, Kentucky, South Carolina und Virginia fanden Vorwahlen auf freiwilliger Basis statt.

## Ratifizierung
Der Zusatzartikel wurde von den einzelnen Staaten wie folgt ratifiziert:
- Massachusetts: 22. Mai 1912
- Arizona: 3. Juni 1912
- Minnesota: 10. Juni 1912
- New York: 15. Januar 1913
- Kansas: 17. Januar 1913
- Oregon: 23. Januar 1913
- North Carolina: 25. Januar 1913
- Kalifornien: 28. Januar 1913
- Michigan: 28. Januar 1913
- Iowa: 30. Januar 1913
- Montana: 30. Januar 1913
- Idaho: 31. Januar 1913
- West Virginia: 4. Februar 1913
- Colorado: 5. Februar 1913
- Nevada: 6. Februar 1913
- Texas: 7. Februar 1913
- Washington: 7. Februar 1913
- Wyoming: 8. Februar 1913
- Arkansas: 11. Februar 1913
- Illinois: 13. Februar 1913
- North Dakota: 14. Februar 1913
- Wisconsin: 18. Februar 1913
- Indiana: 19. Februar 1913
- New Hampshire: 19. Februar 1913
- Vermont: 19. Februar 1913
- South Dakota: 19. Februar 1913
- Maine: 20. Februar 1913
- Oklahoma: 24. Februar 1913
- Ohio: 25. Februar 1913
- Missouri: 7. März 1913
- New Mexico: 13. März 1913
- Nebraska: 14. März 1913
- New Jersey: 17. März 1913
- Tennessee: 1. April 1913
- Pennsylvania: 2. April 1913
- Connecticut: 8. April 1913

Die Ratifizierung durch die erforderlichen 36 von (damals) 48 Bundesstaaten wurde am 8. April 1913 durch die Ratifizierung durch Connecticut abgeschlossen. Anschließend wurde der Zusatzartikel noch von folgenden Bundesstaaten ratifiziert:
- Louisiana: 5. Juni 1914
- Alabama: 11. April 2002[4]
- Delaware: 1. Juli 2010 (nach Ablehnung am 18. März 1913)[5]
- Maryland: 1. April 2012[6][7]
- Rhode Island: 20. Juni 2014[8][9][10]

Der Zusatzartikel ist nicht ratifiziert worden von Florida, Georgia, Kentucky, Mississippi, South Carolina, Utah und Virginia.